# Juan Antonio Muro
Juan Antonio Muro, född 18 juni 1945 i Sabadell, död 10 januari 2025 i Helsingfors, var en spansk-finländsk gitarrist, musikpedagog och målare. 
Efter musikstudier i Barcelona var Muro från 1972 verksam som klassisk gitarrist och lektor vid Helsingfors konservatorium. Han studerade 1989–1992 vid Fria konstskolan i Helsingfors och ställde ut första gången 1992. Hans måleri har sin utgångspunkt i konkretismen och informalismen, men också i det expressiva med intryck från amerikansk konst. En av hans utställningar bestod av fem geometriska verk, målade bland annat i akryl direkt på galleriväggen. Målningarna präglades av enkel skönhet och luftighet med intryck av djup trots sin tvådimensionalitet.